# Nicolae Ungureanu (politician)
Nicolae Ungureanu (n. 2 ianuarie 1949, București) a fost un deputat român în legislatura 1990-1992, ales în județul Hunedoara pe listele partidului MER (Mișcarea ecologistă din România). Deputatul Nicolae Ungureanu l-a înlocuit pe deputatul Victor Vaida începând de la data de 3 iunie 1992.